# Língua saramacana
O saramacano (autodenominado Saamákatongo, "língua saramaka") é uma língua crioula de base lexical anglo-portuguesa falada ao longo dos rios Saramaca e Suriname por cerca de 50.000 indivíduos das tribos saramacano e matawai, dois dos seis povos quilombolas do Suriname, intimamente relacionado ao sranan e ao nengueetongo. Atualmente, a língua é considerada vulnerável, devido às chances de deixar de existir.
Os linguistas consideram o Saramacano notável porque se baseia em duas línguas de origem europeias, o inglês (30%) e o português (20%), e várias línguas da África Ocidental e Central (50%), mas diverge consideravelmente de todas elas. O componente africano representa cerca de 50%, uma vez que o uso ritual é levado em conta, o maior percentual nas Américas. As porções africanas são derivadas das línguas Niger-Congo da África ocidental, especialmente fom e outras línguas bês, cã, e línguas africanas centrais tais como quicongo.

## História

### Línguas Crioulas
Uma língua crioula nasce no contexto de uma comunidade que se tornou tão culturalmente diversificada que não é possível adaptar para o conjunto dessa comunidade nenhuma das várias línguas naturais faladas por cada falante. Contextos deste gênero existiram, por exemplo, durante os descobrimentos portugueses, quando escravos das mais variadas origens eram separados das suas famílias e reunidos aleatoriamente em fazendas e roças coloniais. Estas comunidades tinham varias línguas naturais entre elas e não tinham uma a oportunidade de aprender formalmente a língua do colonizador e desenvolviam um pidgin(língua de contato), isto é, um sistema linguístico rudimentar, com palavras baseadas na língua do colonizador. Este sistema permitia estabelecer uma comunicação mínima quer entre os membros da comunidade, quer entre estes e os colonos. Em resumo, língua de contato define qualquer língua criada, normalmente de forma espontânea, a partir da mistura de duas ou mais línguas e que serve de meio de comunicação entre os falantes dessas línguas.
Quando um pidgin se estabelece numa comunidade multilíngue, pode chegar um momento em que uma geração de crianças dispõe apenas do pidgin para falar entre si. Nesse caso, quase inevitavelmente, as crianças transformam o pidgin numa verdadeira língua, completada por um vocabulário amplo e um rico sistema gramatical. Essa nova língua natural é um crioulo e as crianças que o criaram são os primeiros falantes nativos desse crioulo. O processo pelo qual se transforma um pidgin em um crioulo é a crioulização.

### Origem do saramacano
As origens linguísticas do saramacano são controversas, mas a principal hipótese é a de que houve uma fuga em massa de escravos, que levou à formação do clã Matjáu da povo saramacano, em 1690, quando os escravos pertencentes a Imanuël Machado deixaram sua plantação em massa. O nome Matjáu é derivado do português Machado.
Como resultado das guerras periódicas entre os saramacanos e os neerlandeses, era perigoso para os escravos fugidos tentarem se juntar a um grupo saramacano, devido ao risco de serem considerados espiões dos neerlandeses. Após o tratado de paz que as autoridades coloniais neerlandesas concluíram com os saramacanos em 1762 e com os matawai em 1767, as tribos deveriam estar fechadas para futuros fugitivos - nos termos dos tratados, eles eram obrigados a entregar qualquer pessoa que caísse em suas mãos, embora certamente não o fizessem sempre. 
Uma forma mista de fala - uma mistura de elementos ingleses e portugueses - parece ter surgido no final do século XVII em uma área no rio Suriname médio, onde muitas plantações judias estavam situadas, chamada Dju-tongo ('língua judaica'). Essa língua - presumivelmente um pidgin misto de inglês-português - parece ter formado o precursor do saramacano.

## Etimologia
Quanto ao nome saramacano, não há consenso sobre a etimologia exata, sabe-se apenas que o nome da língua(Saamákatongo) deriva do nome da tribo (Saramaka).

## Distribuição e Dialetos
Atualmente, o saramacano é falado no norte da América do Sul, nas regiões do Rio Suriname e Rio Saramaka. A língua se divide em três grandes dialetos:
- o do Alto Rio Suriname, falado por pessoas da tribo Saramaka;
- o do Baixo Rio Suriname, também falado por pessoas dessa tribo;
- o da tribo Matawai.[9]

A origem desses dialetos é uma mistura principalmente do português e do inglês. Veja na tabela abaixo algumas estimativas das origens das palavras do saramacano:
|                   | Substantivos | Adjetivos  | Verbos    |
| ----------------- | ------------ | ---------- | --------- |
| Origem portuguesa | 176 (49.6%)  | 27 (34.6%) | 154 (56%) |
| Origem Inglesa    | 179 (50.4%)  | 51 (65.4%) | 121 (44%) |

Exemplos de palavras originadas do português:
portuguesa portuguesas: mujée (mulher); wómi (homem); wójo (olho); gangáa(garganta); sábi(saber); duumí(dormi); búka(boca); pikí(pequeno); kákísa(casca);óbo(ovo); lábu(rabo); puúma (pluma); dá(dar).

## Fonologia

### Vogais
|              | Frontal | Posterior |
| ------------ | ------- | --------- |
| Fechada      | i       | u         |
| Meio Fechada | e       | o         |
| Meio Aberta  | ɛ       | ɔ         |
| Aberta       | a       | a         |

Cada vogal oral tem uma correspondente nasal. Há também três extensões de vogais: curta, medial, longa.

### Consoantes
|             |               | Labial | Labial | Dental/ Alveolar | Dental/ Alveolar | Palatal | Palatal | Velar       | Velar       | Velar | Velar |
| plain       | plain         | Labial | Labial | Dental/ Alveolar | Dental/ Alveolar | Palatal | Palatal | Lábio-velar | Lábio-velar |       |       |
| ----------- | ------------- | ------ | ------ | ---------------- | ---------------- | ------- | ------- | ----------- | ----------- | ----- | ----- |
| Nasal       | Nasal         | m      | m      | n                | n                | ɲ       | ɲ       |             |             |       |       |
| Plosiva     | plain         | p      | b      | t                | d                | c       | ɟ       | k           | ɡ           | k͡p    | ɡ͡b    |
| Plosiva     | prenasalizada |        | mb     |                  | nd               |         | ɲɟ      |             | ŋɡ          |       |       |
| Fricativa   | Fricativa     | f      | v      | s                | z                | ç       |         |             |             |       |       |
| Aproximante | Aproximante   |        |        | l                | l                | j       | j       |             |             | w     | w     |

/c ɟ ɲ ɲɟ/ são mais especificamente Dorso-postalveolar, mas a palatal fricativa /ç/ é Dorso-palatal.

### Tons
O saramacano é uma língua tonal. Como muitas línguas oeste-africanas, possui dois tons superficiais: alto e baixo, representados ortograficamente pelos acentos agudo (´) e grave (`), respectivamente; mas normalmente são omitidos na escrita. A tonalidade da sílaba é utilizada para marcar tanto distinções gramaticais quanto lexicais. Em geral, a sílaba tônica de palavras europeias é corresponde ao tom alto em saramacano, enquanto que palavras de origem africana costumam manter seu padrão original de tons.
Exemplo 1:
- Jáa (ano);
- Jaá (você tem);
- Jáá (você não tem).

Exemplo 2:
- Fá (maneira);
- Fà (diversão);

Exemplo 3:
- Mì ("eu" não enfático, como I, em inglês ou je, em francês);
- Mí ("eu" enfático, como me, em inglês ou moi, em francês);

Exemplo 4:
- Bè (vermelho)
- Bée (família, barriga)

Algumas palavras em saramacano podem possuir sílabas com tons altos e baixos como àkí (aqui), káìmá (jacaré), àlá (lá, ali), tàángá (forte).

## Ortografia
A língua saramacana utiliza o alfabeto latino com as seguintes letras e conjuntos de letras:
- Vogais:
  - a - [a]
  - e - [e]
  - ë - [ɛ] (como na palavra "pé")
  - i - [i]
  - o - [o]
  - ö - [ɔ] (como na palavra "só")
  - u - [u]
- Consoantes, b, d, g, h, j, k, l, m, n. p, s, t, v, w – da, gb, kp, mb, nd, nj, tj[12]

## Gramática e morfologia

### Ordem das frases, alinhamento e conjugação
Em Saramacano, a ordem das palavras é basicamente SVO (sujeito - verbo - objeto), mas é possível alterar dependendo do foco da frase. Abaixo um exemplo da ordem SVO:
| Sujeito | verbo          | objeto(+complemento) |
| ------- | -------------- | -------------------- |
| A       | ɓi ta          | mbei tembe.          |
| Ele     | estava fazendo | escultura em madeira |

(A palavra ɓi é um marcador de passado e normalmente ocorre antes do verbo.)
As conjugações verbais são feitas com base nos marcadores, que indicam o tempo e, eventualmente, outras condições, como modo e aspecto. Para usar os marcadores, é importante diferenciar os verbos estáticos e dinâmicos.

### Marcadores
A leitura padrão de verbos dinâmicos simples é passado, de modo que eles geralmente não são marcados para passado, seja transitivo ou intransitivo. Verbos estáticos sem marcadores são, geralmente, interpretados como presente. O marcador aparece sempre antes e sua interpretação depende do tipo de verbo. Existem diversos marcadores e eles podem combinar-se com o verbo para expressar ideias como duração, habilidade, intenção, necessidade e outros. Veja alguns exemplos a seguir:
| Nome        | marcador   | interpretação                      |
| ----------- | ---------- | ---------------------------------- |
| Presente    | não possui | presente                           |
| Perfeito    | não possui | perfeito                           |
| Imperfeito  | ta         | contínuo/habitual                  |
| Passado     | ɓi         | passado                            |
| Irrealis    | o          | previsão/intenção                  |
| Potencial   | sa         | habilidade/permissiva/especulativa |
| Necessidade | musu       | obrigação                          |

exemplo:
| 1PS | marcador de passado | verbo |
| i   | ɓi                  | waka  |

Tradução: eu tinha andando

### Pronomes
O saramacano possui pronomes para a primeira, segunda e terceira pessoa tanto do singular quanto do plural. Na maioria dos casos o sujeito e o objeto possuem a mesma forma.
|       | Sujeito | Objeto | Independente | Adnomial |
| ----- | ------- | ------ | ------------ | -------- |
| 1º PS | mi      | mi     | mi           | mi       |
| 2º PS | i       | i      | ju           | ju       |
| 3º PS | a       | ɛn     | hɛn          | hɛn      |
| 1º PP | u       | u      | wi           | wi       |
| 2º PP | unu     | unu    | unu          | unu      |
| 3º PP | de      | de     | de           | de       |

PS: Pessoa no singular
PP: Pessoa no plural
Alguns pronomes relativos:
ɗi: aquele, quem qual(singular)
ɗee: aquele, quem, qual (plural)
te :quando
ka: onde
fa: como

### Fenômenos Linguísticos
O saramacano também apresenta dois fenômenos:

#### Reduplicações
Consiste em dobrar a palavra parcial ou totalmente. No exemplo abaixo, náki representa um verbo em (1) e sua forma reduplicada em (2) representa um adjetivo. Assim, a reduplicação nessa língua serve para transformar um verbo em um adjetivo.
(1) mi o-gó náki lúku.
Vou tentar bater (nisso) - verbo bater
(2)Dí wómi dε´ nákináki.
O homem foi batido(apanhou) - adjetivo
Nominalizações
Podem ser formadas a partir de substantivos, verbos e locuções verbais com a ajuda do sufixo -ma, derivado do inglês ‘man’. Exemplos:
| Saramacano | tradução     |
| ---------- | ------------ |
| hodi       | caçar        |
| hodi-ma    | caçador      |
| sabi       | conhecimento |
| sabi-ma    | conhecedor   |

## Amostra de textos
Abaixo algumas frases simples em saramacano:
"A lóngi wá sí únu nɔɔ . Mi seeká únu, u hángi u sí únu pói."
Então, nós não te víamos há muito tempo. Eu me importava com você, estávamos ansiosos para vê-lo.
"A dɛ wã ̗ súti soní, u kó a dí kɔndɛ akí."
Foi uma grande coisa, nós vindo para este país